# × (かける) クラシック
『×（かける）クラシック』は、NHK-FM放送で毎週日曜日の14:00-15:50に放送されているクラシック音楽をテーマにしたラジオのバラエティー番組である。
2019年に不定期特番（パイロット版）として2度放送され、2020年4月レギュラー放送開始。同番組のテーマとしては「〇〇×クラシック」というくくりで毎月クラシック音楽と様々な季節や趣味・嗜好などと絡ませて、それにまつわるトークと音楽を気ままにクロスオーバーして楽しむという内容が込められている。また番組の通し放送回数は「○○駅」と紹介する。

## 放送日時
- 本放送：日曜日14:00-15:50
- 再放送：翌週金曜日7:25-9:15（2024年4月より[2]）
  - 2023年度（2024年3月）まで：翌日月曜日8:00-9:50
  - 本放送が特番などで休止となった場合に、過去回のアンコール（-選）を放送することもある。

### パイロット版
1. 2019年8月11日14:00-15:50[3]
2. 2020年2月23日14:00-15:50[4]

## パーソナリティー
- 市川紗椰（モデル）
- 上野耕平（サクソフォン奏者）

## マンスリーテーマ
マンスリーテーマコーナーは「○○×クラシック」というコーナー名になっている。
2019年度
- パイロット版1：「鉄道」
- 同2：「アニメ・マンガ」

2020年度
- 4月：第1週は「出発進行」、第2週はパイロット版からの再放送「鉄道」、第3週も同様で「アニメ・マンガ」
- 5月：「ステイホーム」
- 6月：「ロック」
- 7月：「映画」
- 8月：「バカンス」
- 9月：「グルメ」
- 10月：「文学」
- 11月：「鉄道」
- 12月：「アイドル」
- （2021年）1月：「和」
- 2月：「LOVE」
- 3月：「別れと出会い」

2021年度
- 4月：「花や植物」
- 5月：「動物」
- 6月：「宇宙」
- 7月：「スポーツ」
- 8月：「吹奏楽」
- 9月：「乗り物」
- 10月：「アート」
- 11月：「地理」
- 12月：「しめくくり」
- （2022年）1月：「はじめ」
- 2月：「学校」
- 3月：「合唱」

2022年度
- 4月：「相棒」
- 5月：「民謡」
- 6月：「セレモニー」
- 7月：「節目」（7月3日で100駅=100回放送に到達したことにちなむ）
- 8月：「SDGs」（未来へ 17アクションキャンペーン協賛）
- 9月：「喜怒哀楽」
- 10月：「鉄道」
- 11月：「旅」
- 12月：「しめくくり2022」
- （2023年）1月：「夢」
- 2月：「魔」
- 3月：「アニメ」（NHK教育テレビジョン（Eテレ）「青のオーケストラ」関連）

2023年度
- 4月：「花鳥風月」
- 5月：「カラフル」
- 6月：「お天気」
- 7月：「祭り」
- 8月：「納涼」
- 9月：「ジャズ」
- 10月：「アニバーサリー」
- 11月：「アキ」
- 12月：「しめくくり2023」
- （2024年）1月：「笑い」
- 2月：「寒」
- 3月：「ムズムズ」（春先に植物が芽吹く様子を、花粉シーズン到来による鼻のムズムズ感とかけたもの）

2024年度
- 4月：「新生活」
- 5月：「ゲーム」
- 6月：「ファミリー（家族）」
- 7月：「7（セブン）」
- 8月：「パリ」（パリオリンピック・パリパラリンピックにちなむ）
- 9月：「夜」
- 10月：「舞台」
- 11月：「巨匠」
- 12月：「締めくくり2024」
- (2025年) 1月：「酔(すい)」
- 2月：「暖(だん)」
- 3月：「ラジオ」 (ラジオ放送開始100年にちなむ)

2025年度
- 4月：「希望」
- 5月：「こども」

## マンスリーテーマ以外のレギュラーコーナー
- かける処方箋 リスナーからの人生相談で、それにかかわる最適なクラシックを処方する
- 今週の”ダサクラ” 歴史に残る作曲家の駄作にスポットを当てる
- 献呈 ～君に捧ぐ～ リスナーが大切にしている人・モノにスポットを当て、それにまつわるエピソードを添えて楽曲プレゼントをする
- 世界のオーケストラ 世界各地の知られざるユニークなオーケストラを紹介
- かけクラ川柳 マンスリーテーマに沿った川柳の作品を募る

## テーマ曲
- 2020年度
  - ソノダオーケストラ「ゴリウォーグのケークウォーク」
- 2024年度
  - トーマス・ハーデン・トリオ「歌の翼に」

## 公開収録
- 2022年12月4日収録/12月11日放送：山形県南陽市・シェルター南陽ホール[6]
- 2023年6月25日収録/7月2日放送：青森県平川市・平川市文化センター[7]
- 2024年11月24日生放送：東京都渋谷区・NHKホール[8]
「NHK音楽祭2024 LIVE! NHK Classic Fes.2024」として、延べ6時間半にわたり、同ホールとスタジオを結び、随時公開生放送の模様を紹介する。